# Bathydrilus atlanticus
Bathydrilus atlanticus is een ringworm uit de familie van de Naididae. De wetenschappelijke naam van de soort is voor het eerst geldig gepubliceerd in 1979 door Erséus.